# Ulrich II van Karinthië
Ulrich II van Karinthië (circa 1176 - 10 augustus 1202) was van 1181 tot 1202 hertog van Karinthië. Hij behoorde tot het huis Spanheim.

## Levensloop
Hij was de oudste zoon van hertog Herman van Karinthië en Agnes van Oostenrijk, dochter van hertog Hendrik II van Oostenrijk.
In 1181 volgde Ulrich zijn overleden vader op als hertog van Karinthië. Omdat hij nog minderjarig was, was zijn oom Leopold V van Oostenrijk tot in 1194 regent van Karinthië. 
Ulrich II was als hertog van Karinthië trouw aan het huis Hohenstaufen, dat het Heilig Roomse Rijk regeerde. In 1197 nam hij zelfs deel aan de kruistocht naar het Heilige Land die keizer Hendrik VI organiseerde. Nadat Hendrik later dat jaar onverwacht stierf, keerde Ulrich terug naar Karinthië.
In 1198 werd Ulrich II ernstig ziek en was daardoor niet meer in staat om te regeren. Hierdoor werd zijn broer Bernard regent. Uiteindelijk stierf hij in 1202. Omdat Ulrich II ongehuwd en kinderloos was gebleven, volgde zijn jongere broer hem op als hertog van Karinthië.